# Guillem de Tir

El regne de Jerusalem a mitjan.

 Guillem de Tir  (h. 1130 - 1185) va ser arquebisbe de Tir i historiador de les Croades i de l'edat mitjana.

## Joventut
Guillem va néixer a Jerusalem cap a 1130, en la segona generació de nens nascuts dels fills dels croats original en el nou Regne de Jerusalem. Els seus pares probablement eren francesos o italians d'origen, possiblement normands de Sicília. Tenia un germà que va ser mercader en el regne, i sens dubte la família no pertanyia a la noblesa. Va rebre la seva educació a Jerusalem, sobretot en llatí, però potser també en grec i en àrab, i és possible que algun dels seus col·legues d'estudi fos el futur rei Balduí III de Jerusalem. Va entrar a l'església sent molt jove, i cap a 1146 va viatjar a Europa per continuar els seus estudis. Estudiar arts liberals i teologia a París i Orleans durant uns deu anys. Amb Pere Llombard va estudiar teologia, i després va continuar estudis de dret civil i canònic a Bolonya.

## Vida religiosa i política a Jerusalem
A la seva tornada a Terra Santa a 1165 fou nomenat canonge de la catedral d'Acre, i en 1167, arxidiaca de la catedral de Tir, pel rei Amalric I de Jerusalem. En 1168 va ser enviat en missió diplomàtica pel mateix rei a la cort de l'emperador romà d'Orient Manuel I Comnè, a fi d'acordar un tractat per dur a terme una campanya conjunta contra Egipte. En 1169 va visitar Roma per respondre de les acusacions abocades en contra per l'arquebisbe de Tir, Federico: no es coneixen els càrrecs, però potser tinguin a veure amb els seus grans ingressos com arxidiaca. Segurament va aconseguir l'absolució gràcies a la seva amistat amb el rei.
En tornar de Roma 1170 va esdevenir el tutor del fill i hereu d'Amalric, Balduí IV. Va descobrir que el príncep patia la lepra, encara que el diagnòstic només va ser segur quan el nen va arribar a la pubertat. En aquesta època va començar a escriure la seva història del regne sota el patrocini d'Amalric. Però el rei va morir aviat (1174) i Balduí IV va succeir. Ramon III de Trípoli, com a regent, va nomenar a Guillem canceller de Jerusalem i arxidiaca de Natzaret. El 6 de juny de 1175 va esdevenir arquebisbe de Tir, un càrrec de gran rellevància en el regne.
En 1179, Guillem va ser un dels delegats de Outremer que va assistir al Tercer Concili del Laterà. No obstant això, cap d'aquests delegats va aconseguir convèncer el Papa de la necessitat d'una nova croada. El papa Alexandre III va encarregar a Guillem una missió diplomàtica davant l'emperador Manuel, i des d'allà va tornar a Jerusalem a 1180. Es considerava a si mateix com el futur patriarca quan el malalt patriarca morís, però en la seva absència la cort s'havia dividit en dues faccions: el 1180, el rei i la seva mare, Agnès de Courtenay, van frenar un intent de Ramon III de Trípoli i Bohemon III d'Antioquia de casar a la seva germana vídua, Sibil de Jerusalem, amb Balduí d'Ibelín, un noble de la seva facció. Sibil, en canvi, va ser casada amb un noble acabat d'arribar de Poitou, Guiu de Lusignan, el germà gran, Amalaric de Lusignan, havia estat ja un figura important de la cort. Aquest fet sembla haver distanciat encara més a les dues faccions cortesanes.
Quan finalment, el 6 octubre 1180, va morir el patriarca, es va iniciar una lluita per la seva successió entre Guillem i Heracli de Cesarea. Tots dos tenien una formació similar, tot i que Guillem havia tingut un paper polític més gran com a tutor i canceller del rei. Sembla que, seguint el precedent de l'elecció patriarcal de 1157, el rei va delegar en la seva mare Agnès, casada amb Reginaldo de Sidó. Aquesta va elegir Heracli, ja que Guillem era més proper a Ramon de Trípoli. Com ha assenyalat Bernard Hamilton, no hi ha raons per creure els rumors que Heracli era l'amant d'Agnès, ja que només reflecteixen l'enuig de la facció derrotada.
Guillem va seguir sent arquebisbe de Tir i canceller del regne, i el rei i Raimundo es van reconciliar. Possiblement Heracli excomunicar Guillem a 1184, però aquest fet pot ser una invenció d'un escriptor del segle xiii. En qualsevol cas, la seva gran influència es va reduir amb l'accés de Balduí V de Jerusalem a 1185, al mateix temps que també Guillem anava perdent salut. La data de la seva mort va ser el 29 de setembre, encara que no es coneix l'any: el maig de 1185 hi havia un nou canceller i l'octubre de 1186, un nou arquebisbe de Tir, de manera que 1.185 sembla l'any més possible.

## Obres

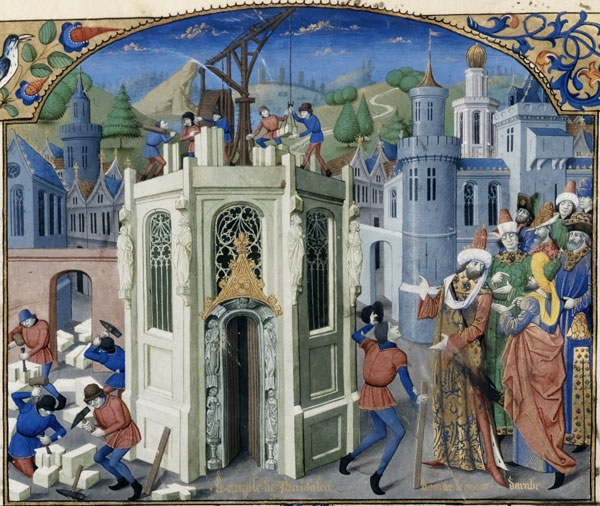
Il·lustració de la traducció al francès medieval de l'obra de Guillem de Tir, Histoire d'Outremer.

El mateix Guillem fa que va escriure una relació sobre el Concili del Laterà a què va assistir, així com una  Història  o  Gesta Orientalium principum , que tractava sobre la història de Terra Santa des de l'època de Mahoma fins a 1184. Però cap d'ambdues obres ens ha arribat.
La seva obra magna és un crònica inacabada en 23 llibres. Comença amb la conquesta de Síria pel califa Omar, però la major part tracta sobre l'arribada de la Primera Croada i la posterior història política del regne de Jerusalem. Encara que es va servir d'obres anteriors, com les cròniques de la Primera Croada de Fulquerio de Chartres, i altres fonts, la seva obra és en si una valuosa font primària. Va ser traduïda i divulgada per tot Europa a la mort de Guillem.
No es coneix el títol que li va donar Guillem, però el més usual és  Història rerum in partibus transmarinis gestarum . Ha estat traduïda a l'anglès com  History of deeds Done Beyond the Sea  per E. A. Babcock i A. C. Krey, el 1943. L'original llatí ha estat publicat en diversos llocs, com al Recueil des historiens des Croisades o a The Latin Library, però hi ha ara una edició crítica estàndard:  Willelmi Tyrensis Archiepiscopi Chronicon  al  Corpus Christianorum  de 1986, editada per R. B. C. Huygens.